# 都留彌神社
都留彌神社（つるみじんじゃ）は、大阪府東大阪市にある神社。式内社で、旧社格は村社。

## 祭神
- 主祭神 - 速天津日子命、速秋津比売命、菅原道真
- 合祀神 - 素戔嗚尊、豊受姫命、少彦名命、武甕槌命、保食神、推古天皇、三穂彦命

## 歴史
創建年は不詳であるが、仁和2年（886年）の国史に記載がある。延長5年（927年）成立の『延喜式』神名帳では、「渋川郡 都留彌神社」と記載されている。
延喜10年（910年）に河内国が大干ばつになった際、醍醐天皇の命により河内国の中から12社が選ばれて雨乞い祈願が行われることとなり、当社はその1社に選ばれ、祈願の結果見事に降雨した。これにより当社は従五位上の神位と「都留彌神社」の社号が与えられたという。また、大和川に「つるむ島」「都留美島」があり、そこから「都留彌」に転化したともいう。
戦国時代には相殿に菅原道真が祀られている。それ以来当社は天神社とも称された。
1872年（明治5年）に村社に列せられ、5月には永和の素盞嗚命神社を合祀している。
1885年（明治18年）6月、7月に起きた明治十八年の淀川洪水で宝物や古文書などが失われた。
1914年（大正3年）3月9日に村社鹿島神社、村社産土神社、無格社大歳神社、村社子守神社、無格社子守神社、村社稲荷神社、村社天神社を合祀し、新たに鹿島神社がもともとあった場所に移転した。当社が元来あった東大阪市足代1丁目の地は、現在は布施戎神社と都留彌神社御旅所となっている。布施戎神社には日本一大きな鋳造の「えびす像」が建てられている。

## 境内
- 本殿 - 住吉造。
- 拝殿
- 社務所
- 筆塚
- 神楽殿
- 地蔵堂 - 神仏習合時代の名残り。
- 御神庫
- 遥拝所 - 修祓所も兼ねている。
- 参集所
- 境外
  - 御旅所

### 摂・末社
- 三輪社 - 祭神：三輪大神、恵比須大神
- 白龍大明神社 - 祭神：白龍大明神
- 稲荷社 - 岩崎大明神とも呼ばれる。
- 合祀社 - 祭神：石上大神、諏訪大神、塩釜大神
- 合祀社 - 祭神：荒龍大神、白龍大神

## 祭事
- 秋季例大祭 10月16日

## 交通アクセス
- 近鉄奈良線 河内永和駅より徒歩6分
- 近鉄大阪線 俊徳道駅より徒歩6分
- JRおおさか東線 JR河内永和駅より徒歩6分
- JRおおさか東線 JR俊徳道駅より徒歩6分